# Баркалов, Николай Анатольевич
Николай Анатольевич Баркалов (2 октября 1974, Зеленоград, Москва) — российский футболист, выступавший на позиции полузащитника. Сыграл два матча в высшей лиге России.

## Биография
Воспитанник московской Футбольной школы молодёжи. В последнем сезоне чемпионата СССР выступал во второй низшей лиге в составе старшей команды ФШМ, носившей название «Звезда».
В 1992 году перешёл в московское «Торпедо» и в первые сезоны выступал за дублирующий состав. Всего за четыре года сыграл 131 матч и забил 10 голов в составе дубля автозаводцев во второй и третьей лиге. В основном составе «Торпедо» дебютировал 8 июля 1995 года в матче высшей лиги против нижегородского «Локомотива». Всего в высшей лиге сыграл два матча. По окончании сезона-1995 покинул команду и в течение года не выступал на профессиональном уровне.
В 1997 году присоединился к вновь созданному клубу «Торпедо-ЗИЛ», в его составе провёл два сезона и в 1998 году стал победителем зонального турнира второго дивизиона. В 1999 году перешёл в «Химки», год спустя с этой командой тоже победил в турнире второго дивизиона. Всего в составе подмосковного клуба провёл шесть сезонов и сыграл 164 матча в первом и втором дивизионах. В конце карьеры выступал во втором дивизионе за «Рязань-Агрокомплект», «Реутов» и «Зеленоград». Завершил карьеру в 35-летнем возрасте.
С 2013 года работает массажистом в московском «Спартаке», сначала работал со «Спартаком-2», а с 2017 года — с основной командой.

## Личная жизнь
Сын Дмитрий (род. 1999) тоже занимается футболом, играет на позиции центрального защитника. Стал обладателем Суперкубка Москвы среди любителей 2016 года в составе ФК «Зеленоград».